# Marcus Bagley
Marcus Bagley (Tempe, Arizona; 23 de octubre de 2001) es un baloncestista estadounidense que actualmente se encuentra sin equipo. Con 1,98 metros de estatura, juega en la posición de Alero. Es hermano del también jugador profesional Marvin Bagley III, y nieto de Joe Caldwell, medalla de oro en los Juegos Olímpicos de Tokio 1964.

## Trayectoria deportiva

### Universidad
Jugó tres temporadas con los Sun Devils de la Universidad Estatal de Arizona, en las que promedió 10,9 puntos, 5,5 rebotes y 1,2 asistencias por partido. Su primera temporada se vio reducida a 12 partidos debido a lesiones en la pantorrilla y el tobillo. Ya en su segunda temporada, el 15 de noviembre de 2021 sufrió una lesión de rodilla durante una victoria por 72-63 sobre North Florida. Tras jugar dos partidos en la temporada 2022, donde estuvo considerado como una futura elección del draft antes de la temporada, Bagley fue suspendido por hacer comentarios sobre el entrenador Bobby Hurley después de un partido contra Northern Arizona. Tras perderse los siguientes cinco partidos, tuiteó explicando por qué no jugó. El 29 de noviembre de 2022 tuiteó que lo habían suspendido por más partidos por los tuits anteriores. Después de un partido contra Stanford, su entrenador Bobby Hurley anunció que Bagley se había "alejado" del equipo. Durante su tiempo en Arizona State fue visto como una posible elección en el draft, pero las lesiones y su posterior salida del equipo redujeron sus posibilidades.

#### Estadísticas
| Año     | Equipo        | PJ | PT | MPP  | %TC  | %3P  | %TL  | RPP | APP | ROB | TPP | PPP  |
| ------- | ------------- | -- | -- | ---- | ---- | ---- | ---- | --- | --- | --- | --- | ---- |
| 2020–21 | Arizona State | 12 | 11 | 29.2 | .387 | .347 | .719 | 6.2 | 1.2 | .8  | .4  | 10.8 |
| 2021–22 | Arizona State | 3  | 3  | 22.7 | .385 | .385 | .714 | 4.0 | 1.3 | .3  | .0  | 10.0 |
| 2022–23 | Arizona State | 2  | 2  | 28.5 | .318 | .333 | .615 | 4.0 | 1.5 | .0  | .5  | 12.5 |
| Total   | Total         | 17 | 16 | 27.9 | .377 | .351 | .692 | 5.5 | 1.2 | .6  | .4  | 10.9 |

### Profesional
Tras no ser elegido en el Draft de la NBA de 2023, se unió a la plantilla de los Philadelphia 76ers para disputar las Ligas de Verano de la NBA, y el 25 de septiembre firmó contrato con los Sixers. Sin embargo, fue despedido cinco días más tarde. El 29 de octubre se incorporó a la plantilla de su filial en la G League, los Delaware Blue Coats.
El 24 de marzo de 2025 firmó un contrato de diez días con los Philadelphia 76ers. Debutó ese mismo día en la derrota ante New Orleans Pelicans por 112-99, logrando dos puntos, dos rebotes y un robo de balón en 18 minutos de juego.

## Estadísticas de su carrera en la NBA

### Temporada regular
| Año     | Equipo       | PJ | PT | MPP  | %TC  | %3P  | %TL  | RPP | APP | ROB | TPP | PPP |
| ------- | ------------ | -- | -- | ---- | ---- | ---- | ---- | --- | --- | --- | --- | --- |
| 2024-25 | Philadelphia | 10 | 4  | 25.3 | .391 | .156 | .800 | 7.0 | 1.0 | .9  | 1.2 | 6.7 |
| Total   | Total        | 10 | 4  | 25.3 | .391 | .156 | .800 | 7.0 | 1.0 | .9  | 1.2 | 6.7 |